# Pipí el Geperut

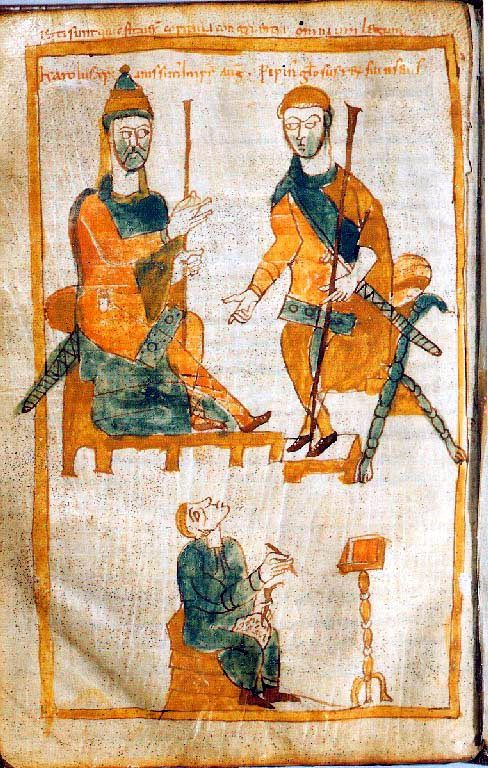
Representació de Carlemany (esquerra) i Pipí el Geperut (dreta).

Pipí el Geperut (Pépin le Bossu en francès, Pepijn de Gebochelde en neerlandès), nascut vers el 770, mort el 811, fou un aristòcrata franc de la família carolíngia, fill considerat com il·legítim de Carlemany. Compromès en una conspiració contra el seu pare, fou tancat el 792 a l'abadia de Prüm, on acabà els seus dies.

## Biografia
Les fonts descriuen Pipí com un individu proveït de trets agradables i de manera normal proporcionat, excepte per una malformació dorsal, d'on prové el seu sobrenom de «Pipí el Geperut».

### Circumstàncies del seu naixement
Va néixer poc de temps després que Carlemany esdevingués rei dels Francs (768). Carlemany tenia llavors com a companya a Himiltruda, de la qual l'estatut matrimonial no està clarament establert. El seu vincle experimentà els efectes del matrimoni de Carlemany amb Desiderata de Llombardia, filla de Desideri d'Ístria, rei dels Longobards. Himiltruda fou repudiada i Pipí de llavors en endavant considerat com il·legítim. Llavors, havent repudiat molt aviat a Desiderata, Carlemany es va casar amb Hildegarda de Vintzgau, que li donà diversos fills legítims.

### la seva evicció de la successió paterna
En tant que primer fill de Carlemany, sembla a l'origen un hereu vàlid. Com ho testimonia el seu nom, el del seu avi, Pipí I el Breu. Perdé el seu lloc amb el naixement dels fills d'Hildegarda: Carles, Carloman i Lluís I el Pietós.
El 781, Carles deshereta oficialment Pipí fent rebatejar Carloman amb el nom de "Pipí", sent coronat rei d'Itàlia, mentre que Lluís fou coronat rei d'Aquitània. Pipí el Geperut és autoritzat a quedar-se a la cort de la qual fou un membre apreciat. Carlemany tracta d'altra banda al seu fill amb consideració, donant-li preeminència sobre els seus germanastres més joves.

### La conspiració de Pipí el Geperut
El príncep, que havia tingut sens dubte esperances en relació amb la successió del seu pare, fou un blanc fàcil per a una facció de nobles descontents, que establiren una amistat interessada amb ell. Van excitar la decepció de Pipí lamentant el tractament sofert abans per la seva mare.
El 792, aquests nobles descontents convenceren al príncep de posar-se al capdavant de la seva rebel·lió. En aquesta època, Carlemany es trobava a Ratisbona, a Baviera. El projecte dels conspiradors era posar Pipí el Geperut al tron on seria un rei més afable (i més fàcilment manipulable), i per això preveien assassinar Carlemany, la seva esposa, en aquesta data, Fastrada de Francònia, així com els tres fills d'Hildegarda. El dia previst, Pipí va fingir estar malalt per poder reunir-se amb els conspiradors. El complot fou denunciat per un clergue d'origen llombard anomenat Fardulf. Notker el Quec, cronista de la fi del segle ix, dona una versió bastant picant d'aquest episodi: segons ell, Fardulf hauria trobat a Carlemany mentre que aquest estava ocupat en companyia de diverses dones joves. Però l'obra de Notker no és completament fiable.
Carlemany convocà una assemblea per jutjar els conspiradors: tots foren declarats culpable d'alta traïció i condemnats a mort. Però Carlemany sembla que guardava un cert afecte per al seu fill, ja que li commutà la sentència de Pipí per pena de tancament a perpetuïtat. Conforme a la pràctica habitual en aquest cas, Pipí es va fer monjo, en aquest cas a l'abadia de Prüm.
Hi va morir una vintena d'anys més tard, el 811.